# Bruno Thürlimann
Bruno Thürlimann (* 6. Februar 1923 in Gossau SG; † 29. Juli 2008 in Meilen) war ein Schweizer Bauingenieur und Professor an der  Eidgenössischen Technischen Hochschule Zürich.

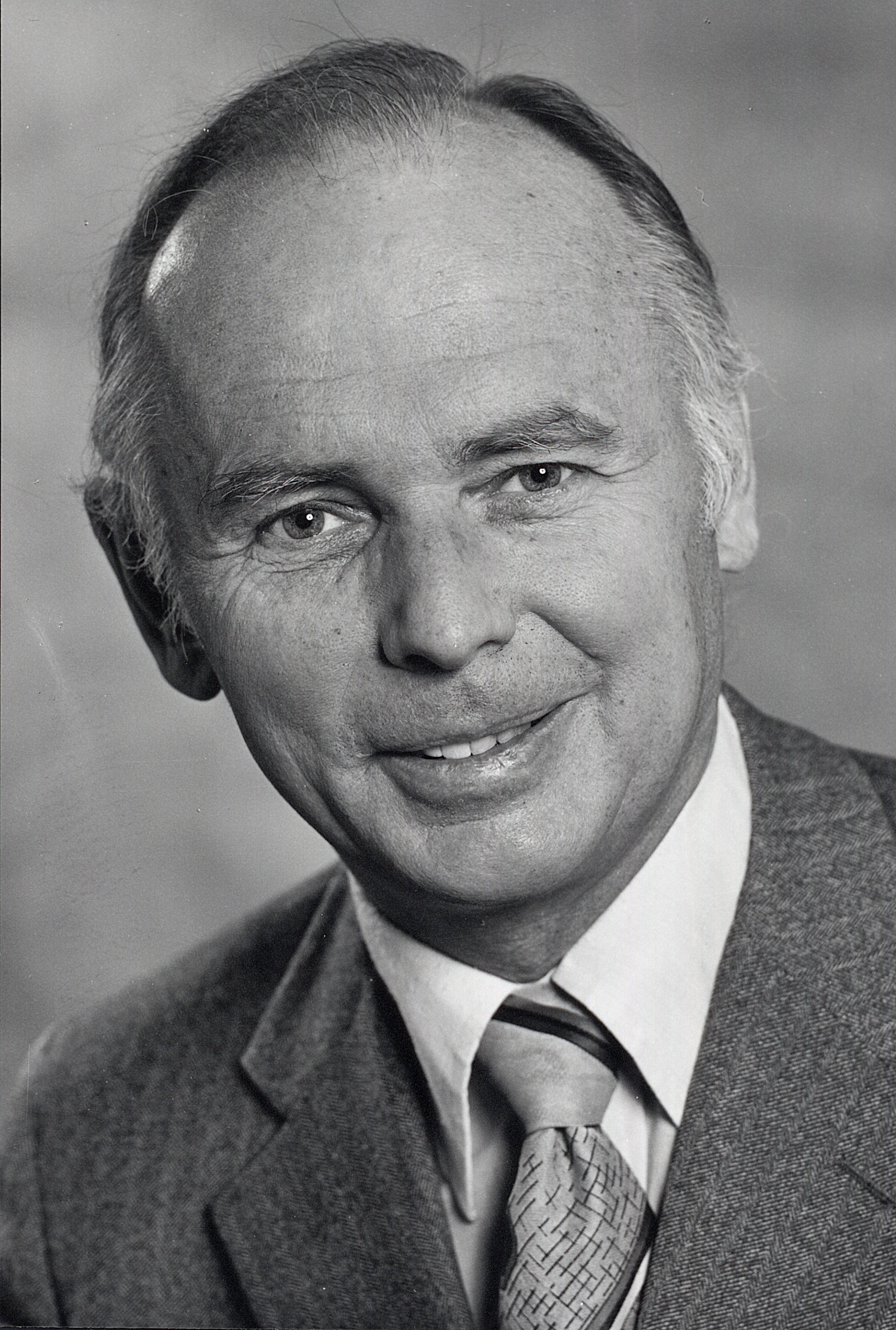
Bruno Thürlimann (1979)

## Leben
Bruno Thürlimann stammte aus Gossau SG. Nachdem er die Maturität am Kollegium St. Michael in Freiburg erlangt hatte, studierte er ab 1942 Bauingenieurwesen an der Eidgenössischen Technischen Hochschule Zürich (ETHZ). Nach seinem Diplom 1946 war er bis 1948 Assistent bei Professor Pierre Lardy, ehe er als Forschungsassistent an die Lehigh University in Bethlehem, Pennsylvania ging, wo er 1951 promovierte. 1951 war er wissenschaftlicher Mitarbeiter an der EMPA und 1952 wissenschaftlicher Mitarbeiter an der Brown University bei William Prager. Es folgte an der Lehigh University eine Assistenzprofessur 1953, eine Associate-Professur 1955 und ab 1958 bis 1960 eine ordentliche Professur.
1960 erhielt Thürlimann als Nachfolger von Pierre Lardy einen Ruf auf die Professur für Baustatik, Hoch- und Brückenbau in Stein, Beton, Eisenbeton und vorgespanntem Beton an der ETHZ. 1961/62  fand die Kontroverse zwischen Fritz Stüssi und Thürlimann um das Traglastverfahren statt. Von 1973 bis 1990 war er ordentlicher Professor für Baustatik und Konstruktion.
Er war von 1977 bis 1985 Präsident der International Association for Bridge and Structural Engineering (IABSE).

## Wirken
Die Forschungsschwerpunkte von Bruno Thürlimann waren die Betonbauweise und die Vorspannung sowie die Plastizitätstheorie im Stahl- und Spannbeton sowie Mauerwerk. Er war weltweit gefragter Experte auf diesem Gebiet und wurde unter anderem bei Bauvorhaben wie dem CN Tower in Toronto, der Untersuchung der Tragfähigkeit des John Hancock Towers in Boston und der Suche nach den Ursachen für den Zusammenbruch der Ölplattform Sleipner A in der norwegischen Nordsee beigezogen.
Er erhielt zahlreiche akademische und berufliche Auszeichnungen, darunter Ehrendoktorate der Universität Stuttgart und Universität Glasgow und 1997 den Award of Merit in Structural Engineering. Er war Ehrenmitglied der American Society of Civil Engineers und des American Concrete Institute sowie ordentliches Mitglied der Akademien der Wissenschaften Schweiz. Er hielt die Annual Lecture beim Henderson Colloquium der IABSE (Evolution of Structural Design).

## Schriften
- mit Aurelio Muttoni, Joseph Schwartz: Bemessung von Betontragwerken mit Spannungsfeldern, Birkhäuser 1996
  - Englische Ausgabe: Design of concrete structures with stress fields, Birkhäuser 1996
- Zur Geschichte der Konstruktion und Theorie im Betonbau, Institut für Baustatik und Konstruktion, ETH Zürich, 1981
- mit Hans Ziegler: Plastische Berechnungsmethoden, Zürich 1963